# 5103 Diviš
5103 Diviš este un asteroid din centura principală de asteroizi.

## Descriere
5103 Diviš este un asteroid din centura principală de asteroizi. A fost descoperit pe 4 septembrie 1986 la Observatorul Kleť de Antonín Mrkos. Asteroidul prezintă o orbită caracterizată de o semiaxă mare de 2,75 ua, o excentricitate de 0,01 și o înclinație de 4,9° în raport cu ecliptica.